# Trần Văn Đỗ
Trần Văn Đỗ (1903 – 1990) là cựu chính khách, cựu Bộ trưởng Ngoại giao của Quốc gia Việt Nam, Phó Thủ tướng, Bộ trưởng Ngoại giao của Việt Nam Cộng hòa.

## Thân thế
Ông sinh 15 tháng 11 năm 1903 tại Phủ Lý, Hà Nam, nguyên quán ở Nam Kỳ. Gia đình của ông rất có tiếng tăm. Cha của ông là Trần Văn Thông, từng làm Tổng đốc Nam Định trong 17 năm. Ông gọi chính khách Bùi Quang Chiêu, người sáng lập Đảng Lập hiến Đông Dương, bằng cậu. Ông cũng là em ruột của luật sư Trần Văn Chương. Đệ Nhất phu nhân Trần Lệ Xuân gọi ông là chú.
Ông du học tại Pháp, đậu bằng bác sĩ y khoa của Đại học Paris.
Ông lập gia đình với con gái của Lưu Văn Lang một học giả danh tiếng ở Nam Kỳ.

## Hoạt động chính trị
Năm 1954, ông được bổ nhiệm làm Trưởng phái đoàn đại diện Quốc gia Việt Nam ở Genève, thay cho ông Nguyễn Quốc Định. Ông nhất quyết không ký vào Hiệp định Genève vì không chấp nhận việc chia cắt Việt Nam và nhân danh phái đoàn Quốc gia Việt Nam ra một tuyên bố riêng: 
"... chính phủ Việt Nam yêu cầu Hội nghị ghi nhận một cách chính thức rằng Việt Nam long trọng phản đối cách ký kết Hiệp định cùng những điều khoản không tôn trọng nguyện vọng sâu xa của dân Việt. Chính phủ Việt Nam yêu cầu Hội nghị ghi nhận rằng Chính phủ tự dành cho mình quyền hoàn toàn tự do hành động để bảo vệ quyền thiêng liêng của dân tộc Việt Nam trong công cuộc thực hiện Thống nhất, Độc lập, và Tự do cho xứ sở."

Sau đó ông được bổ làm Tổng trưởng Ngoại giao nhưng chỉ được một năm thì rút lui vào năm 1955. Thời Đệ Nhất Cộng hòa, ông phản đối chính sách của Tổng thống Ngô Đình Diệm. Ông là một trong 18 người thuộc nhóm Caravelle ký tên vào thỉnh nguyện thư, còn gọi là Tuyên cáo Caravelle gửi Ngô Đình Diệm đòi chính phủ cải tổ vào tháng 4 năm 1960.
Năm 1965, ông nhận làm Phó thủ tướng trong nội các của Thủ tướng Phan Huy Quát rồi Tổng Ủy viên Ngoại giao, tức Bộ trưởng Bộ Ngoại giao (1965-1967) trong Nội các chiến tranh của tướng Nguyễn Cao Kỳ.
Sau năm 1975, ông sang tỵ nạn tại Pháp và mất ngày 20 tháng 12 năm 1990 ở Paris.